# النادي الرياضي البنزرتي
النادي الرياضي البنزرتي، هو نادٍ كرة قدم من بنزرت بتونس. تأسس في 12 يوليو 1928. فاز النادي البنزرتي بالدوري التونسي أربع مرات، وكأس تونس تسع مرات، وكأس الرابطة التونسية مرة واحدة، وأصبح أول ناد تونسي يفوز بكأس أفريقية بكأس الكؤوس الأفريقية عام 1988.

## التاريخ
إنشاء نادي البنزرتي رياضي يعود إلى 12 يوليو 1928. وبناء على مبادرة من المؤسسة هو مجموعة من التونسيين الذين سرعان ما تعطي المعنى السياسي لنهجها. وCAB، على عكس الأندية الأخرى (PFCB) هو النادي تتكون من العرب وغير الأوروبيين. وهو ما أكسبه الروتين بجميع أنواعها (بما في ذلك تلك التي تحاول منع إنشاء النادي)، سلطات الحماية الفرنسية الشك في هذا العمل ما إدارة ناد رياضي، والنوايا أكثر سياسية.
أول رئيس للنادي هو يوسف صفاقسي. نجد في الإطار الإداري وفريق رياضي من ممثلي الوقت العديد من الأسر البنزرتية الرئيسية. في عام 1936 وصل فريق النخبة (رابطة الشمال)، على الرغم من كونه الوصيف، ولكن لأسباب إدارية والرياضة، وهبط الفريق إلى المركز الثاني بعد بطولة 1937. عودة النادي في دوري الدرجة الأولى بعد عامين طغت عليه اندلاع الحرب العالمية الثانية. كرة القدم يأخذ مجراه في عام 1943. وبلغ النادي التتويج للمرة الأولى في عام 1945 وفاز باللقب للمرة الثانية على التوالي في عام 1946 وآخر في عام 1949. من 1950s في وقت مبكر، ويصبح النادي رمزا للمقاومة محمية الفرنسية ومنصة للقومية التونسية، لدرجة حتى قبل الاستقلال، زار مقر النادي من قبل الزعيم الوطني الحبيب بورقيبة.
بعد أزمة بنزرت في عام 1961، أنهى النادي ال11، ويرى نفسه هبط إلى دوري II. وCAB يعود إلى قسم النخبة في العام التالي ولكن من خلال فترة الجفاف الطويلة.
من أواخر 1960s لإنشاء وحدة تدريب فعالة من شأنها أن تعطي نادي العصر الذهبي الثاني بعد واحد في النصف الثاني من 1940s جيل الشباب يصبح بطل تونس في التصنيف «الحد الأدنى» في عام 1968، 1969 و 1971 وفي فئة «المتدربين» في عام 1975. وحصلت على أول خفض تاريخ النادي التونسي في عام 1982.
في عام 1984، فاز الكاب رابع لقب بطل تونس وأول لقب لها في تونس تصبح مستقلة. بعد ثلاث سنوات، أعطى هذا الجيل من اللاعبين من رعايته الكاب فوزا ثانيا في تونس (1987) قبل أن يكون أول نادي تونسي للفوز بلقب قاري في عام 1988: كأس أفريقيا للفائزين من التخفيضات. واستمر المجلس في أن يكون ناد هاما حتى منتصف التسعينيات، وانخفض. التشكيل لا يزال هناك ولكن يتم بيعها بسرعة الشباب الأمل إلى أكبر الأندية. وعلى الرغم من ذلك، فاز النادي بكأس الدوري الأول في عام 2004. وفي عام 2007، نجا النادي من الهبوط المحتمل بفضل المدرب التونسي مختار تليلي الذي يأخذ النادي في نهاية الموسم بدلا من البرازيلي باولو روبيم، وتمكن من الحفاظ على النادي في الدوري الأول بينما النادي لديه 12 نقطة فقط. أنهى النادي 12 من أصل 14 مع 25 نقطة.
بعد أن انتخب رئيس جديد لموسم 2009-2010 (سعيد لسود الذي كان بالفعل من 1987 إلى 1989)، فريق بداية جيدة للموسم (ثلاثة عشر نقطة من أصل خمسة عشر) باستخدام الشباب لاعبين مثل وجدي الجباري أو فاروق بن مصطفى (نقيب) تحت إشراف العربي زواوي كمدرب. هذا الموسم اختتم مع المركز الرابع، مرادفا للعودة من النادي في المسابقات القارية. بمناسبة موسم 2010-2011، أنصار انتخاب رئيس جديد، مهدي بن الغربية، رجل أعمال شاب. انتهى الفريق من الموسم في المركز الرابع. يتميز موسم 2011-2012 بوصول العديد من اللاعبين الذين يلعبون في البطولة التونسية والأجانب مثل الليبي أحمد زواي، انتهى الفريق الثاني في الترتيب والمؤهل لدوري أبطال كاف.
في عام 2013، فاز الفريق بكأس تونس للمرة الثالثة، وتأهل لكأس كاف.

### في البطولة الوطنية
كانت مواسم الفريق الأخيرة في البطولة الوطنية متباينة، ففي موسم 2006-2007 نجى الفريق من النزول بأعجوبة بعد فوزه بسوسة أمام النجم الرياضي الساحلي، بطل الموسم، في جولة النهائية أمام تعادل أمل حمّام سوسة أمام الملعب التونسي. وفي موسم 2011-2012 كان على قاب قوس أو أدنى من الفوز من اللقب وبقي متصدرا الترتيب إلى ال4 جولات الختامية قبل أن ينهار في الأخير ويتحصل فقط على المرتبة الثانية خلف الترجي الرياضي التونسي
آخر تحديث 17 March 2018..

### المشاركات الإفريقية
شارك الفريق لأول مرة في مسابقة قارية سنة 1988 في الكأس الإفريقية للأندية البطلة بعد فوزه بالبطولة المحلية سنة 1984، وانسحب أمام نادي الجيش الملكي المغربي في الدور الثاني. سنة 1988 كان الفريق على موعد مع أول تتويج قاري لفريق تونسي بعد فوزه على نادي رانشرز بيز النيجيري (0-0) (1-0) في نهائي كأس أبطال الكؤوس الأفريقية. خسر الفريق لقبه في العام التالي بعد خروجه في الدور الثاني أمام نادي المريخ السوداني. شارك الفريق سنة 1992 في أول نسخة من كأس الكونفيديرالية الإفريقية، وانسحب في الدور النصف النهائي أمام نادي شوتينغ ستارز النيجيري. شارك الفريق من جديد سنة 2000 في كأس الكونفيديرالية الإفريقية وانسحب في الدور الثاني أمام ملعب أبيدجان الإيفواري.

### في الكؤوس العربية
شارك الفريق في دوري أبطال العرب 2004-2005 وان استطاع ازاحة نادي مسقط العماني في الدور الأول انسحب في مرحلة المجموعات أمام الوداد البيضاوي وأهلي جدة. في النسخة الموالية للمسابقة اقصي البنزرتي منذ الدور الأول أمام نادي الزمالك المصري. في موسم 2006-2007 استطاع الفوز ضد الشباب السعودي بضربات الجزاء قبل أن يهزمه فريق الفيصلي الأردني في الدور الثاني. كان الفريق عام 1998 أيضا مرشحا لخوض كأس العرب لأبطال الدوري غير انه انسحب قبل لعب أي مباراة.

## أبرز اللاعبين القدامى
| - مختار بن ناصف - بوبكر حداد - يوسف الزواوي - خالد القاسمي - حمدة بن دولات - حسني الزواوي - محمد المقراني - صالح شلوف - أحمد بورشادة - مراد الغربي | - مختار الطرابلسي - محمد خان - بشير السحباني - عبد القادر بلحسن - ماساماسو تشانغاي - محمد قادر - ماركوس دوس سانتوس - هنري بيانفونو نتساما - سهيل بالراضية - حسان البجاوي - علي المشاني |

## إنجازات الفريق
| وطني | دولي                              |
| الدوري التونسي : ¹1945، ¹1946 ،¹1949، 1984 كأس تونس : 1982، 1987، 2013 كأس السوبر التونسي : 1984 كأس الرابطة : 2004 | كأس أبطال الكؤوس الأفريقية : 1988 |

## الرؤساء
| البلد | الاسم               | الفترة    |
| ----- | ------------------- | --------- |
| تونس  | يوسف الصفاقسي       | 1928-1932 |
| تونس  | صلاح مخلوقة         | 1932-1934 |
| تونس  | حمدة الصفاقسي       | 1934-1939 |
| تونس  | قالب:Qui            | 1939-1941 |
| تونس  | نجيب الشيخ          | 1941-1944 |
| تونس  | الشادلي الصفاقسي    | 1944-1946 |
| تونس  | هادي بكوش           | 1946-1949 |
| تونس  | عبد الرزاق بالشادلي | 1949-1950 |
| تونس  | صلاح العنابي        | 1952-1953 |
| تونس  | شادلي مشيرقي        | 1953-1955 |
| تونس  | عبد الكريم بالشيخ   | 1955-1957 |
| تونس  | هادي بكوش           | 1957-1958 |
| تونس  | رشيد ترأس           | 1958-1964 |
| تونس  | عبد المجيد الميعة   | 1964-1965 |

| البلد | الاسم             | الفترة    |
| ----- | ----------------- | --------- |
| تونس  | علي معمر          | 1965-1966 |
| تونس  | عبد المجيد الميعة | 1966-1968 |
| تونس  | الصادق بالخواص    | 1968-1973 |
| تونس  | العربي ملاخ       | 1973-1976 |
| تونس  | كمال بالخواص      | 1976-1977 |
| تونس  | محمد بالحاج       | 1977-1981 |
| تونس  | مختار التبوبي     | 1981-1982 |
| تونس  | منصف سيفاوي       | 1982-1982 |
| تونس  | محمد بالحاج       | 1982-1985 |
| تونس  | محمد صلاح الغربي  | 1985-1986 |
| تونس  | حمادي بن حماد     | 1986-1987 |
| تونس  | سعيد لسود         | 1987-1989 |
| تونس  | محمد صلاح الغربي  | 1989-1990 |
| تونس  | حمادي البكوش      | 1990-1994 |

| البلد | الاسم              | الفترة    |
| ----- | ------------------ | --------- |
| تونس  | محمد هادي بالخواص  | 1994-1996 |
| تونس  | منصف بن غربية      | 1996-1998 |
| تونس  | خالد السعدي        | 1998-1999 |
| تونس  | علي بالقايد حسين   | 1999-2000 |
| تونس  | عز الدين القروي    | 2000-2002 |
| تونس  | هشام ستا           | 2002-2005 |
| تونس  | أحمد القروي        | 2005-2009 |
| تونس  | سعيد لسود          | 2009-2011 |
| تونس  | مهدي بن غربية      | 2011-2016 |
| تونس  | عبد السلام سعيداني | 2016-     |

## الشعار

### تطوّر الشعار
| - شعار 1928-2000 - شعار 2000-2007 - شعار 2007-2012 - شعار 2012-الآن | - شعار 1928-2000 - شعار 2000-2007 - شعار 2007-2012 - شعار 2012-الآن | - شعار 1928-2000 - شعار 2000-2007 - شعار 2007-2012 - شعار 2012-الآن |
| ------------------------------------------------------------------- | ------------------------------------------------------------------- | ------------------------------------------------------------------- |

## وصلات خارجية
- بوابة النادي البنزرتي (بالفرنسية)

1. ↑  "أخبار نادي قرش الشمال". مؤرشف من الأصل في 2023-03-11.
2. ↑  "Tunisia - CA Bizertin - Results, fixtures, squad, statistics, photos, videos and news - Soccerway". int.soccerway.com. مؤرشف من الأصل في 2018-07-13. اطلع عليه بتاريخ 2019-06-07.
3. ↑  "دوري أبطال العرب 2007-2008" من موقع مؤسسة إحصائيات رياضة كرة القدم  نسخة محفوظة 05 مارس 2016 على موقع واي باك مشين.
4. ↑  "كأس العرب لأبطال الدوري 1998" من موقع مؤسسة إحصائيات رياضة كرة القدم  نسخة محفوظة 05 مارس 2016 على موقع واي باك مشين.